# Chiesa cattolica in Eritrea
La Chiesa cattolica in Eritrea è parte della Chiesa Cattolica universale, sotto la guida spirituale del Papa e della Santa Sede.

## Organizzazione ecclesiastica
Il 19 gennaio 2015 papa Francesco, con la bolla Multum fructum, ha eretto la Chiesa cattolica eritrea in Chiesa metropolitana sui iuris, a norma dei canoni 155-173 del Codice dei canoni delle Chiese orientali, separandola dall'arcieparchia di Addis Abeba. La nuova Chiesa sui iuris comprende una sede metropolitana e tre suffraganee:
- Arcieparchia di Asmara
  - Eparchia di Barentù
  - Eparchia di Cheren
  - Eparchia di Saganèiti

Poiché in Eritrea non ci sono diocesi di rito latino né di altri riti, la giurisdizione delle quattro eparchie si estende a tutti i cattolici, indipendentemente dal rito di appartenenza.

## Statistiche
La Chiesa cattolica in Eritrea al termine dell'anno 2010 su una popolazione di 5.748.000 persone contava 155.463 battezzati, corrispondenti al 2,7% del totale.
| anno | popolazione | popolazione | popolazione | presbiteri | presbiteri | presbiteri | presbiteri                | diaconi | religiosi | religiosi | parrocchie |
| anno | battezzati  | totale      | %           | numero     | secolari   | regolari   | battezzati per presbitero | diaconi | uomini    | donne     | parrocchie |
| ---- | ----------- | ----------- | ----------- | ---------- | ---------- | ---------- | ------------------------- | ------- | --------- | --------- | ---------- |
| 2004 | 149.688     | 4.968.969   | 3,0         | 332        | 80         | 252        | 450                       |         | 347       | 562       | 110        |
| 2006 | 156.337     | 5.171.633   | 3,0         | 404        | 75         | 329        | 386                       |         | 638       | 706       | 126        |
| 2007 | 141.463     | 5.361.000   | 2,6         | 384        | 81         | 303        | 368                       | 3       | 563       | 729       | 118        |
| 2010 | 155.463     | 5.748.000   | 2,7         | 462        | 93         | 369        | 336                       | 3       | 790       | 734       | 120        |

## Nunziatura apostolica
Santa Sede ed Eritrea hanno stabilito normali relazioni diplomatiche nel 1995, una volta che il Paese ottenne l'indipendenza dall'Etiopia. Fino al 2003 la carica di nunzio in Eritrea era ricoperta dal nunzio di Addis Abeba; dopo questa data l'incarico è stato assunto dal nunzio in Sudan. La sede della nunziatura si trova a Khartum.

### Nunzi apostolici
- Patrick Coveney, arcivescovo titolare di Satriano (30 settembre 1995 - 27 aprile 1996 nominato nunzio apostolico in Nuova Zelanda e in vari stati dell'Oceano Pacifico)
- Silvano Maria Tomasi, C.S., arcivescovo titolare di Cercina e Asolo (27 giugno 1996 - 10 giugno 2003 nominato osservatore permanente della Santa Sede presso l'Ufficio delle Nazioni Unite ed Istituzioni specializzate a Ginevra e l'Organizzazione mondiale del commercio)
- Dominique Mamberti (19 febbraio 2004 - 15 settembre 2006 nominato Segretario per i Rapporti con gli Stati)
- Leo Boccardi (30 gennaio 2007 - 11 luglio 2013 nominato nunzio apostolico in Iran)
- Hubertus Matheus Maria van Megen (7 giugno 2014 - 16 febbraio 2019 nominato nunzio apostolico in Kenya)
- Luís Miguel Muñoz Cárdaba (31 marzo 2020 - 23 gennaio 2024 nominato nunzio apostolico in Mozambico)